# Crooklyn
Crooklyn è un film del 1994, diretto da Spike Lee, scritto con la sorella Joie e con il fratello Cinqué.
È il film più autobiografico di Spike Lee, basato su alcune esperienze della sua infanzia.
In origine il film doveva essere il pilot di una serie televisiva per bambini, che venne rifiutata dalla produzione perché non conteneva nessun riferimento all'hip hop.
Il titolo, Crooklyn, è un gioco di parole tra Brooklyn e crook (ladro, imbroglione, truffatore).

## Trama
Negli anni settanta, a Brooklyn, una bambina afroamericana di nove anni, Troy, osserva alcune scene di vita quotidiana. Il padre, Woody la chiama per il pranzo, soffiando dentro un corno africano. Tutta la famiglia così si riunisce a tavola: oltre a Troy e a suo padre ci sono la madre, Carolyn, e gli altri figli, Clinton, Wendell, Joseph e Nate.
Woody è un musicista e compositore. È un purista della musica ed esegue dei concerti in piccoli teatri, disertati dal pubblico. Carolyn è un'insegnante, e da lei dipendono le sorti economiche della famiglia.
Troy e i suoi fratelli passano le serate a guardare in televisione cartoni animati e vecchi film, lottando contro la madre che cerca di interrompere la visione, con la scusa che è tardi o per risparmiare corrente.
Nel quartiere l'unica droga presente è la colla, che i ragazzi sniffano. Tra questi ci sono Snuffy e Mano Destra, che la mischiano con la benzina e per questo hanno delle forti allucinazioni. Troy ha paura dei due, che si fanno dare i soldi per la droga dai bambini. Spesso Troy li sogna, e per la paura bagna il letto.
Una sera Wendell esce per buttare l'immondizia, ma si ferma sulle scale del palazzo e ne getta un po' nel cortile di Tony Eyes, il vicino di casa italoamericano che convive con parecchi cani. Tony si accorge di tutto ed esce minacciando di chiamare la polizia. Carolyn interviene in difesa del figlio e ne segue una lite in cui tutti urlano, fino a quando interviene Vic, un ragazzo reduce dal Vietnam, che urla ai due di stare zitti, ma Tony ripete frasi offensive, fino a quando Vic lo stende con un pugno. La vicina di casa chiama la polizia. Intanto Troy, che era uscita di nascosto per comprare dei dolci, torna e vede due poliziotti bianchi arrestare Vic tra le urla della sua ragazza. Vic e Troy si scambiano un lungo sguardo: perplesso lui, rassegnata lei.
Un giorno Carolyn scopre che Woody ha staccato il quinto assegno in un mese. Va nel seminterrato e lo interrompe mentre sta lavorando. Lo accusa di infantilismo, egoismo e immaturità, annunciandogli che ha diviso i conti. Ha inizio una furiosa lite tra i due. Intanto, al piano superiore, i bambini stanno guardando una partita di basket, e urlano contro l'arbitro. Carolyn sale di sopra, zittisce i ragazzi e spegne la televisione. Wendell chiede l'intervento del padre, che prende le difese dei ragazzi e innervosisce ancor di più la moglie, quindi la porta di peso fuori dalla stanza. I due cadono dalle scale urlando. I bambini tentano di dividerli, infine Carolyn urla al marito di andarsene. Ma dopo un po', grazie a un mazzo di fiori e a una cena a lume di candela, i due si riappacificano.
In estate Troy è mandata a passare le vacanze al sud, dalla zia Sang e dallo zio Clem, che hanno una bambina, Viola. Gli zii di Troy abitano in un quartiere pulito e ordinato, e cercano di imitare i bianchi. Troy viene così educata, vestita e pettinata come una bambina bianca. I rapporti con la cugina Viola sono pessimi: Viola ha la pelle più chiara della sua e finge di essere stata adottata. Inoltre guarda alla televisione dei programmi diversi da quelli che Troy vede con i suoi fratelli.
Un giorno il cane della zia muore soffocato in una poltrona letto. Dopo questo episodio, di cui nessuno ha il coraggio di accusare Troy, la bambina viene rimandata a casa, anche perché è arrivata la notizia che Carolyn è in ospedale. Le è stato diagnosticato un cancro e morirà presto.
Il giorno del funerale della madre, Troy si assume la responsabilità della famiglia, poiché il padre non trova ancora un lavoro stabile. Quando Snuffy prova a prendere i soldi a Joseph, Troy afferra una mazza da baseball e lo colpisce alla testa, quindi torna a giocare con gli altri bambini.

## Stile
Dal punto di vista stilistico il film è segnato dalla messa in scena del sogno e dell'allucinazione. Il ralenti è usato molto, più che in qualsiasi film di Spike Lee fino ad allora.
La sequenza più nota del film è quella della vacanza di Troy al sud. Spike Lee non montò la lente anamorfica, e questo fa sì che durante la lunga sequenza le immagini risultino allungate e deformate. Questo per sottolineare il disagio di Troy in un mondo che non è il suo, dove i neri vogliono somigliare ai bianchi (i cosiddetti wannabe).

## Produzione

### Sceneggiatura
Il progetto di Crooklyn iniziò quando Joie Lee, la sorella di Spike, decise di scrivere un soggetto ambientato negli anni settanta. «All'inizio l'idea non era di parlare della nostra famiglia. Attraversavo un periodo di transizione, e parlavo spesso con Cinqué. E lui mi disse: 'Perché queste cose non le scrivi?' È nato tutto da lì, dal fatto di condividere le idee con mio fratello», dichiarò l'attrice. Così i fratelli di Spike Lee iniziarono a scrivere la sceneggiatura, dal titolo Hot Peaches and Butter, senza dire niente a nessuno. Molto materiale era basato sulla loro infanzia. Secondo i piani dei fratelli Lee, Joie avrebbe diretto il film e Cinque lo avrebbe prodotto. Ma volevano anche sentire il parere del fratello, quindi gli fecero visionare il copione. Spike si disse entusiasta e accettò di dirigere il film, perché dopo un film epico come Malcolm X aveva voglia di dirigere un film più piccolo. «Mi sentii molto orgoglioso che Cinque e Joie avessero collaborato alla stesura della sceneggiatura», dichiara il regista nella sua autobiografia.
Spike Lee sostenne che la decisione di mettere in scena la storia della sua famiglia fu approvata da tutti gli altri fratelli, mentre Joie sostiene di no. «Chris non ne fu affatto felice. Quanto a David, oggi vorrei che avesse partecipato anche lui. Allora non ho pensato troppo a coinvolgerli. Non a tutti piace che si parli di loro. Un mio zio si è molto offeso. Ci ha accusati di aver diffamato lui e sua moglie, ma questa è stata l'unica reazione negativa». David lesse per la prima volta il copione quando gli venne chiesto di fare il fotografo di scena per il film: «La cosa più difficile è stata leggere il copione, perché si ispirava a esperienze personali. Mi ha sconvolto, e ho pianto», dichiarò.
Approvata la sceneggiatura, Spike Lee inserì qualche personaggio in più e apportò alcuni cambiamenti. «La storia che avevamo scritto noi era la versione vietata ai minori del film che poi Spike ha realizzato. Lui eliminò molte parolacce e il tono fortemente sessuale del copione. Soprattutto il personaggio di Troy aveva molto a che fare con le sue prime esperienze sessuali. Dato che Zelda Harris era molto piccola molte parti sono state eliminate. Il film ha assunto uno stile più edulcorato, da film per famiglie», dichiarò Cinque Lee. Joie Lee non fu molto soddisfatta dei cambiamenti imposti dal fratello Spike, arrivando a mettere in discussione la sua autorità: «Dopo avergli mostrato il copione, io e Cinque firmammo il contratto e gli vendemmo il soggetto. Fu molto difficile seperarmene, tanto che telefonai a Spike e gli dissi di voler fare io il film. Ma lui mi rispose che ormai il progetto era stato venduto a lui», dichiarò.

### Riprese
Il budget del film fu di 14 milioni di dollari.
Prima dell'inizio delle riprese uno dei collaboratori abituali di Spike Lee abbandonò il regista. Il direttore della fotografia Ernest Dickerson, che si era sentito scavalcato dal regista durante le riprese di Malcolm X, rifiutò perché era impegnato in un altro progetto, ma soprattutto perché lui e Lee non si parlavano da mesi. Inoltre, al termine delle riprese, anche Monty Ross, produttore di fiducia di Spike Lee, lo abbandonò, perché voleva dirigere un film.
Sul set, nonostante fosse ovvio che il film si ispirava alla famiglia Lee, la versione ufficiale era che la storia fosse pura finzione. Delroy Lindo disse che Spike Lee gli aveva detto subito che il suo personaggio non si basava su suo padre, Bill Lee. «Questa affermazione mi confuse un po', perché bastava leggere il copione per capire che quella era la famiglia di Spike. Ma da quel momento ce lo hanno ripetuto fino alla nausea: 'Questa non è la nostra famiglia'. E io mi sono dovuto sforzare di ricordarlo», dichiarò l'attore. Il motivo addotto da Spike Lee fu che quella posizione venne adottata per motivi legali, tanto che il regista dovette modificare alcuni dei personaggi scritti da Joie e Cinque, ispirati a persone reali.

## Accoglienza
Il film uscì negli Stati Uniti il 14 maggio 1994 e incassò 13642861 $,  rivelandosi uno dei flop commerciali più pesanti nella carriera del regista.

### Critiche
La critica cinematografica statunitense non apprezzò molto il film. Il New York Times scrisse: «In alcuni registi la tenerezza è di rigore, in altri la si percepisce come stucchevole o sentimentale. Nel caso di Spike Lee, quantomeno è stata una sorpresa».
Per Fernanda Moneta «ci si può rendere conto del gran lavoro di ricerca fatto dai fratelli Lee: i programmi televisivi sono quelli originali, i vestiti, le scarpe, le pettinature, persino le cantilene e i giochi dei bambini sono il frutto di una minuziosa ricostruzione storiografica. Crooklyn è il Fanny e Alexander di Spike Lee, questo come quello, una commedia che si tinge di dramma».

## Collegamenti ad altre pellicole
- La sequenza rallentata in cui Troy va incontro a Snuffy brandendo una mazza da baseball anticipa una sequenza simile presente in Clockers, diretto da Spike Lee nel 1995, in cui un bambino va da un sicario per ucciderlo.
- Nel film sono presenti molti riferimenti a serie televisive o cartoni animati statunitensi, quali Soul Train, La famiglia Paltridge e I Robinson.
- Il Theme from Shaft della colonna sonora è un omaggio al film Shaft il detective di Gordon Parks (1971).

## Colonna sonora
La colonna sonora del film riscosse un gran successo, e fu la colonna sonora più venduta di tutti i film di Spike Lee. Le canzoni sono tutte delle hit degli anni settanta.
1. People Make The World Go Round (The Stylistics)
2. Signed, Sealed, Delivered I'm Yours (Stevie Wonder)
3. Bra (Cymande)
4. I'm Stone In Love With You (The Stylistics)
5. Everybody Is A Star (Sly & The Family Stone)
6. Never Can Say Goodbye (The Jackson Five)
7. Soul Power (James Brown)
8. Soul Makossa (Manu Dibango)
9. La La (Means I Love You) (The Defonics)
10. I'll Take You There (The Staple Singers)
11. Puerto Rico (Eddie Palmieri)
12. Theme From Shaft (Isaac Hayes)
13. The Tears Of A Clown (Smokey Robinson And The Miracle)
14. I Can See Clearly Now (Johnny Nash)